# Ludwig Meidner
Ludwig Meidner (Bernstadt, Silésia, 18 de abril de 1884 - Darmstadt, 14 de maio de 1966) foi um pintor expressionista alemão, adscrito à Nova Objetividade.
Trabalhou como pedreiro, estudando arte em Breslau (1903-1905). Entre 1906 e 1907 residiu em Paris, onde travou amizade com Amedeo Modigliani. Desde 1924 foi professor dos Studienateliers (ateliês de estudo) de pintura e de escultura em Berlim. Em 1935 tornou-se professor de desenho do Instituto Judeu de Colônia.
Em 1939 mudou-se para a Grã-Bretanha escapando do nazismo, mas foi detido como imigrante perigoso pela sua origem alemã e foi separado da sua família e confinado na ilha de Man. Subsistiu com empregos prosaicos, ignorado como artista, e não regressou ao seu país até 1952. A sua recuperação como artista importante tardou em chegar, com uma exposição antológica.
Meidner foi membro do grupo Die Pathetiker (Os Patéticos), junto a Jakob Steinhardt e Richard Janthur.
O seu principal tema foi a cidade, a paisagem urbano, que mostrou em cenas misturadas, sem espaço, com grandes multidões de gente e edifícios angulosos de precário equilíbrio, num ambiente opressivo, angustioso. Na sua série Paisagens apocalípticas (1912-1920) retratou cidades destruídas, que ardem ou estouram, em vistas panorâmicas que mostram mais friamente o horror da guerra. Foram as suas pinturas mais bem-sucedidas. Realizou assim mesmo numerosos retratos de colegas, escritores e demais personagens do mundo cultural.